# Ardahan (tỉnh)
Tỉnh Ardahan là một tỉnh ở viễn đông bắc Thổ Nhĩ Kỳ, nơi quốc gia này giáp với vùng Adjara của Gruzia và tỉnh Shirak của Armenia. Kinh tế chủ yếu dựa vào ngành chăn nuôi gia súc. Tỉnh này, cùng với tỉnh Kars ở kế cận phía Nam, được nước Nga Xô viết nhượng lại cho Thổ Nhĩ Kỳ theo Hiệp ước Brest-Litovsk ngày 3 tháng 3 năm 1918.
Tỉnh lỵ là thành phố Ardahan.

## Tên gọi
Tên gọi trong lịch sử bao gồm Ардаган (Ardagan) trong tiếng Nga, არტაანი, artaani trong tiếng Gruzia và Արդահան trong tiếng Armenia.

## Các quận, huyện
Ardahan được chia thành 6 đơn vị cấp huyện (tỉnh lỵ được bôi đậm):
- Ardahan
- Çıldır
- Damal
- Göle
- Hanak
- Posof